# Hyphydrus gibbosus
Hyphydrus gibbosus är en skalbaggsart som beskrevs av Olof Biström 1984. Hyphydrus gibbosus ingår i släktet Hyphydrus och familjen dykare. Inga underarter finns listade i Catalogue of Life.